# Offensive de Moguilev
Pour un article plus général, voir Opération Bagration.
Notes
la 4e armée condamnée.
Seconde Guerre mondiale
Batailles
Front de l’Est

Prémices :
- Campagne de Pologne
- Guerre d’Hiver

Guerre germano-soviétique :
- 1941 : L'invasion de l'URSS

- Opération Barbarossa

Front nord : 
- Guerre de Continuation
- Opération Silberfuchs
- Siège de Léningrad

Front central : 
- 2e bataille de Brest-Litovsk
- Bataille de Białystok–Minsk
- 1re bataille de Smolensk
- Bataille de Kiev

Front sud : 
- Siège d'Odessa
- Campagne de Crimée

- 1941-1942 : La contre-offensive soviétique

Front nord : 
- Poche de Demiansk
- Poche de Kholm

Front central : 
- Bataille de Moscou

Front sud : 
- Seconde bataille de Kharkov

- 1942-1943 : De Fall Blau à 3e Kharkov

Front nord : 
- Offensive de Siniavino
- Opération Iskra
- Bataille de Krasny Bor
- Opération Poliarnaïa Zvezda

Front central : 
- Opération Mars

Front sud : 
- Bataille du Caucase (opération Fall Blau)
- Bataille de Stalingrad
- Opération Uranus
- Opération Saturne
- Offensive d'Ostrogojsk-Rossoch
- Offensive de Voronej-Kastornoe
- Opération Gallop
- Opération Étoile
- Troisième bataille de Kharkov

- 1943-1944 : Libération de l'Ukraine et de la Biélorussie

Front central : 
- 2e bataille de Smolensk
- Opération Bagration

Front sud : 
- Bataille de Koursk
- Bataille du Dniepr
- Offensive Dniepr-Carpates
- Offensive de Crimée
- Offensive de Lvov-Sandomir

- 1944-1945 : Campagnes d'Europe centrale et d'Allemagne

Allemagne : 
- Offensive Vistule-Oder
- Offensive de Poméranie orientale
- Siège de Breslau
- Offensive de Prusse-Orientale
- Bataille de Königsberg
- Bataille de Seelow
- Bataille de Bautzen
- Bataille de Berlin
- Capitulation allemande

Front nord et Finlande : 
- Guerre de Laponie
- Offensive Leningrad-Novgorod
- Bataille de Narva

Europe orientale : 
- Opération Margarethe
- Insurrection de Varsovie
- Soulèvement national slovaque
- Opération Panzerfaust
- Bataille de Budapest
- Opération Frühlingserwachen
- Offensive de Vienne
- Insurrection de Prague
- Offensive de Prague
- Bataille de Slivice

Front d’Europe de l’Ouest

Campagnes d'Afrique, du Moyen-Orient et de Méditerranée

Bataille de l’Atlantique

Guerre du Pacifique

Guerre sino-japonaise

Théâtre américain
L’offensive Mohilev (russe : Могилевская наступательная операция) était une partie de l'offensive stratégique en Biélorussie de l'Armée rouge menée en été 1944 contre les troupes de la Wehrmacht et dénommée opération Bagration, une partie de l'opération stratégique offensive menée en Biélorussie par l'Armée rouge à l'été de 1944. Elle a été communément appelée opération Bagration. Ses objectifs étaient de s'emparer de la ville de Mohilev et de clouer et piéger le gros de la IVe Armée allemande. L'offensive atteignit tous ses objectifs.

## Plan d'opérations

### Objectifs opérationnels
L'offensive Mohilev avait deux objectifs principaux dans le contexte de l'opération Bagration :
- La prise de la ville de Mohilev (ou Mogilev), un important nœud de transports.
- Clouer au sol le gros des forces allemandes de la 4e armée allemande parallèlement à l'offensive Vitebsk-Orcha et l'offensive de Bobrouïsk, au nord et au sud respectivement, pour établir un encerclement majeur. La 4e Armée allemande, incapable de se dégager, fut dépassée et encerclée.

### Perception allemande
Le XXXIXe Corps blindé (Panzer) devant Mohilev était un des plus puissants du Groupe d'Armées centre, avec des divisions de haute qualité. Ceci reflétait l'importance stratégique de la route à travers les marais (terres basse entre la Bérésina et Vlona) qui permettait un passage à travers ces zones. Cependant, comme toutes les autres armées allemandes impliquées dans l'opération Bagration, la IVe armée n'était pas préparée à une offensive majeure du fait que l'OKH attendait l'offensive soviétique principale contre le Groupe d'Armées nord (Ukraine).
Peu avant que l'attaque ne commence, un chef de bataillon de la 12e division d'infanterie éleva une hypothèse sur une possible attaque au général Martinek, qui était en tournée d'inspection, sur une possible attaque. Martinek acquiesça mais répondit en citant le proverbe « Jupiter aveugle ceux qu'il veut détruire ». Le message n'était pas passé.

## Forces en présence

### Wehrmacht
- Flanc sud de la 4e armée (général Kurt von Tippelskirch)
  - XXXIXe Panzerkorps (corps de blindés allemand) (général Robert Martinek)
  - 12e corps d'armée (Allemagne) (général Vincenz Müller)
  - Réserve : Division blindée Feldherrnhalle 1

La ville de Mohilev avait été désignée comme « place forte » (Fester Platz, zone fortifiée), sous commandement du Generalmajor Gottfried von Erdmannsdorff.

### Armée rouge
- Deuxième front biélorusse (colonel-général Gueorgui Zakharov)
  - 33e Armée soviétique (lieutenant-général Vassily Kryouchenkine (en))
  - 49e Armée soviétique (lieutenant-général Ivan Grichine)
  - 50e Armée soviétique (en) (lieutenant-général Ivan Boldine)
  - 4e Armée de l'Air soviétique

## L'offensive

### Prélude
Un des pièges de la première phase de l'opération Bagration se tendait, au matin du 23 juin 1944. Comme pour les autres offensives parallèles, un violent barrage d'artillerie s'abattit sur les lignes de défense allemandes.

### Déclenchement
À l'est même de Mohilev, le 39e Corps de blindés allemand du général Robert Martinek tenta de contenir ses lignes face à un assaut féroce de la 49e Armée soviétique de Grishin. C'est pendant cet assaut que cette dernière souffrit de lourdes pertes. Le commandant de la 4e armée allemande, von Tippelskirch, demanda à Martinek l'autorisation de repli sur la ligne « Tiger » tard le 23 juin. Ceci fut refusé aussi à la réserve, la brigade Feldherrnhalle qui reçut l'ordre de prendre position sur le Dniepr en se préparant à couvrir une probable retraite des divisions de la ligne de front. Le corps allemand le plus au sud, le 12e corps d'armée du général Vincenz Müller, avec la 18.Artillerie-Division, la 57e division d'infanterie et la 267e division d'infanterie commencèrent aussi la retraite vers la seconde ligne de défense.
Les forces de la 49e armée soviétique forçaient les passages du Dniepr le 27 juin dans la soirée. Deux divisions (la 290e et la 369e) marchaient en combattant dans la ville pendant la nuit, tandis que les unités mobiles de la 23e brigade blindée de la Garde soviétique enveloppait la garnison depuis le nord-ouest.

### Défaite allemande
Mogilev, avec son commandant de place, le Generalmajor Werner von Erdmannsdorff et une grande partie de la 12e division d'infanterie avaient reçu l'ordre de défendre la ville jusqu'au dernier homme, tombèrent entre les mains des Soviétiques le 28 juin. Ce jour-là, le XIIe corps allemand et le XXXIXe Panzer Corps, continuèrent à utiliser les passages de la Bérésina. Du fait que les routes étaient encombrées avec des civils en fuite et des unités militaires, sous de lourdes attaques aériennes, la progression était lente.

## Conséquences
L’offensive Mohilev atteignit ses objectifs immédiats. Non seulement la ville elle-même fut prise mais la 4e Armée allemande fut empêchée avec succès de se désengager à temps pour s'échapper de l'encerclement de l'offensive de Minsk qui commença immédiatement après.
Selon l'historien militaire Paul Carell : « une nouvelle armée soviétique était née ».